# 王振熙
王振熙（1573年—1632年），字君含，號晦生，福建泉州府南安縣人，民籍，明朝政治人物。

## 生平
萬曆三十七年（1609年）己酉科福建鄉試第五十二名，萬曆三十八年（1610年）庚戌科會試第十名，廷試三甲一百八十名进士。授長清縣知縣，四十一年調補章丘縣，歷官直隸大名府知府。天啓七年（1627年）正月升任山東提学副使。歷官浙江參政、山東按察使、湖廣右布政使。著有《澹宁斋文集》、《学庸达年》、《四书达解》等。与蔡虚斋、陈紫峰、林希元等齐名，左懋第为其题写“理学文宗”匾额。

## 家族
曾祖王艮；祖父王阡；父王儲梧。母吴氏。嚴侍下。兄孟遴（貢士）、銓遴（貢士）、振燾、王繼曾（同科進士）。弟廷藎（貢士）、振𤇍。